# Der Montag fängt am Samstag an
Der Montag fängt am Samstag an (russisch Понедельник начинается в субботу Ponedelnik natschinajetsja w subbotu) ist ein 1965 veröffentlichter Science-Fiction-Roman von Arkadi und Boris Strugazki. Er wird häufig zur Fantastik gezählt.
Der Roman spielt in einer fiktiven Stadt in Nord-Russland, wo streng geheime Forschungen in Magie stattfinden. Der Roman ist eine Satire auf sowjetische wissenschaftliche Institutionen: Es werden die ungebildete Verwaltung, ein publicitysüchtiger Professor und nicht funktionierende Forschungsgeräte thematisiert. Im Roman gibt es eine idealistische Sicht auf die Arbeitsethik, die durch den Titel reflektiert wird: Bei wahren Wissenschaftlern gibt es keine Wochenenden.
Das „Naturwissenschaftliche Forschungsinstitut für Magie und Zauberei“ (NIITschaWo, ähnelt stark dem russ. Wort "nitschewo" = "nichts") befindet sich in einer fiktiven russischen Stadt Solowetz im Norden Russlands. Das Institut ist ein Ort, an dem alle hart und willig arbeiten müssen, denn der Verlust der Ehrlichkeit wird durch Haarwachstum an den Ohren bestraft. Die haarohrigen Menschen werden zwar verachtet, doch in einer typisch sowjetischen Verhaltensweise bleiben viele von ihnen trotzdem im Institut – denn dort lässt es sich trotz allem gut leben.
Das Märchen von der Troika, der die schlimmsten Eigenschaften der sowjetischen Bürokratie beschreibt, ist ein Nachfolgeroman, in dem viele Figuren wiederkehren.

## Inhalt
Der Roman ist aus der Perspektive eines jungen Programmierers, Alexander Ivanowitsch Priwalow (umgangssprachlich: Sascha) aus Leningrad geschrieben. Auf seiner Reise durch Karelien nimmt er zwei Anhalter auf. Nachdem sie herausfinden, dass er Programmierer ist, überreden sie ihn, in Solowetz zu bleiben und mit ihnen im „Naturwissenschaftlichen Forschungsinstitut für Magie und Zauberei“ (NIITschaWo) zu arbeiten.
Das Buch beinhaltet viele Verweise auf bekannte russische Volksmärchen und Kindergeschichten (Figuren wie Baba Jaga, der gelehrte Kater aus Puschkins Ruslan und Ljudmila, Smej Gorynytsch) sowie auf Mythologie (Dschinns, Kain usw.). Diese Personen und Konzepte werden entweder als Objekte wissenschaftlicher Forschungen oder als Angehörige des Instituts beschrieben. Merlin wird beispielsweise als inkompetenter Angeber beschrieben, der die Abteilung für Prophezeiungen und Vorhersagen des Instituts leitet. Die Abteilung für Technische Wartung wird von Zebaoth Baalowitsch Odin geführt, der als mächtigster Magier des Universums beschrieben wird; das Vivarium dagegen wird von Alfred, einem Vampir, geleitet.
Der Roman ist bemerkenswert durch seine originellen Figuren. Cristóbal Josevitsch Junta beispielsweise war früher ein Großinquisitor und ist nun Leiter der Abteilung für den Sinn des Lebens. Außerdem ist er ein begnadeter Taxidermist. Gerüchten zufolge hat er in seiner Sammlung einen ausgestopften SS-Standartenführer, einen einstigen Freund, der ebenfalls ein begnadeter Taxidermist war. Cristóbal Josevich war Gerüchten zufolge genauso gut, nur schneller. Fjodor Simeonowitsch Kiwrin, der Leiter der Abteilung für Lineares Glück, ist ein großer stotternder Mann, ein unerschütterlicher Optimist, ein angehender Programmierer, Fan von Erle Stanley Gardner und eine Art Mentor für Priwalow. Modest Matwejewitsch Kamnojedow (sein Nachname bedeutet „Steinbeißer“) ist ein Archetyp eines Verwaltungsbürokraten, dem die Arbeitsethik „der Montag fängt am Samstag an“ völlig fremd ist. An Silvester befiehlt er Priwalow, überall den Strom abzustellen und alle Türen zu verriegeln; dieser findet jedoch heraus, dass alle Mitarbeiter noch im Institut sind, um mit den Forschungen weiterzumachen. Wiktor Kornejew, ein archetypischer Grobian, lässt angeblich sein Double an seiner statt im Labor arbeiten, doch Priwalow findet heraus, dass es Kornejew selbst ist – denn Doubles können weder singen, noch Emotionen ausdrücken.
Viel Handlung dreht sich ums Labor von Professor Amwrosij Ambroisowitsch Wybegallo (in etwa: etwas, das rausläuft). Die Experimente dieses Professors sind spektakulär und publikumswirksam, haben jedoch keinen wissenschaftlichen Wert. An Neujahr züchtet er auf seiner Suche nach dem „Idealen Menschen“ ein „Modell eines vollständig befriedigten Menschen“, der sofort alle seine Bedürfnisse befriedigen kann. Das Modell („Kadaver“ nach Institutjargon) versucht dann, das ganze Universum zu verschlingen, wird jedoch von Roman Ojra-Ojra gestoppt, der ihn mit Hilfe einer geworfenen Dschinnflasche vernichtet. Wybegallo basiert in vielerlei Hinsicht auf Trofim Lysenko, einem Scharlatan, der die Wissenschaft der UdSSR um Jahre zurückgeworfen hatte.
Der letzte Teil des Buches lüftet das Geheimnis von Janus Poluhektowitsch Newstrujew, dem Direktor des Instituts, der ein Mann in zwei Personen ist: A-Janus und U-Janus. Die Tatsache seiner Zweifaltigkeit wird zwar breit akzeptiert, doch nie in Frage gestellt. Die Protagonisten finden heraus, dass U-Janus eine zukünftige Version von A-Janus ist, der auf eine besondere Weise durch die Zeit zurückreist: um jede Mitternacht reist er statt in den nächsten in den vorherigen Tag zurück. Dieses Konstrukt wird als „diskrete Kontramotion“ bezeichnet.

## Genrezugehörigkeit
Obwohl die Ereignisse des Romans eher in den Bereich der Fantasy und nicht zu Science Fiction gehören (da sie nicht erklärt werden), wird das Werk traditionell aus folgenden Gründen zur Science Fiction hinzugerechnet: Das Genre Fantasy existierte in der Sowjetunion nicht, seltene Ausnahmen wurden von Verlegern als Sci-Fi deklariert; die Gebrüder Strugazki haben viele Bücher geschrieben, die eindeutig Science-Fiction-Werke sind; die darunterliegende Philosophie ist wissenschaftlich. Gelegentlich, vor allem im englischen Sprachgebrauch, wird dieses Buch als „Russischer Harry Potter“ bezeichnet, denn die Magie in diesem Buch ist der aus Harry Potters Welt sehr ähnlich.

## Sowjetische Zensur
Im Gegensatz zum Märchen von der Troika wurde „Montag“ nur an einer Stelle explizit zensiert. In der Originalfassung gibt es dort ein zweizeiliges Gedicht:
Вот по дороге едет ЗиМ

И им я буду задавим.

(deutsch, buchstäbliche Übersetzung):

Hier fährt ein SiM über die Straße

Und von ihm werde ich überfahren.

Die Automarke SiM (Sawod imeni Molotowa) steht für Molotow-Werk, ein früher Beiname des Gorkowski Awtomobilny Sawod. Nach Chruschtschows Entstalinisierung wurden die Namen Stalin sowie die der Politiker unter ihm (u. a. Molotow) aus dem offiziellen Sprachgebrauch weitgehend verbannt. Deswegen durfte SiM nicht benutzt werden. Andererseits wurde SiS (Stalin-Werk) gerade zu SiL (Lichatschow-Werk) umbenannt, und so lautet das Gedicht in allen russischen Ausgaben vor 1990 so:
Вот по дороге едет ЗиЛ

И им я буду задавим.

(Hier fährt ein SiL über die Straße

Und von ihm werde ich überfahren.)
Ferner unterscheidet sich der russische Text in der letzten Korrektur der Autoren (die in den späten 80er Jahren erfolgte) vom ursprünglich veröffentlichten. So fehlten ursprünglich u. a. mehrere Bezüge auf Cristóbal Juntas Teilnahme im spanischen Bürgerkrieg. Andere Passagen, die in den Text hereingenommen wurden, sind eher unkritisch und scheinen nicht zensurbedingt.

## Übersetzungen
- Die erste deutsche Übersetzung wurde 1974 von Hermann Buchner vorgenommen (dt. Titel: „Montag beginnt am Samstag“, ISBN 3-518-38952-1). Diese Übersetzung enthält viele Fehler und Kürzungen.
- Eine in der DDR von Helga Gutsche erstellte Übersetzung wurde 1990 (zusammen mit Das Märchen von der Troika, dt. Titel: „Der Montag fängt am Samstag an“, ISBN 3-353-00624-9) veröffentlicht. Die Qualität der Übersetzung gilt als erheblich besser als die der Buchner-Version. Beide Übersetzungen sind vergriffen. Im Januar 2014 erfolgte eine Neuveröffentlichung der Gutsche-Übersetzung im Rahmen der "Gesammelten Werke" Band 6 (ISBN 978-3453312142).

## Anspielungen
- Die russische Bezeichnung für das Institut, NIITschaWo (russisch „НИИЧаВо“) klingt wie das Wort „nitschewo“ (russisch „ничего“ = Nichts). Die deutsche Übersetzung von Buchner übersetzt es als NITSCHAWO (Naturwissenschaftliches Institut für Zauberei und Wohlfahrt). Im Projekt: Ponedelnik, einem inoffiziellen Übersetzungsprojekt, wurde der Name des Instituts als NIEMALZ übersetzt (Naturwissenschaftliches Institut zur Erforschung von Magie und Allgemeiner Zauberei).
- Der fiktive Ort Solowetz spielt auf die Solowezki-Inseln an mit all ihren historischen und mythologischen Assoziationen.
- „A-Janus und U-Janus“ spielt sowohl auf den Gott Ianus, als auch auf die Zweinaturenlehre („eins in zwei Personen“) an. Im Russischen ist die Anspielung noch prägnanter, denn das Wort „Lizo“ (russisch „лицо“) bedeutet sowohl „Gesicht“, als auch „Person“.
- Wybegallo, mit seinem pseudo-bäuerlichem Auftreten und Ideen spielt auf Trofim Lysenko an.[2]
- Sämtliche französischsprachigen Sprüche Wybegallos sind Zitate aus Leo Tolstojs Krieg und Frieden.
- Wybegallos „Idealer Mensch“ ist eine Veralberung des „Neuen Sowjetischen Menschen“.